# Hogon

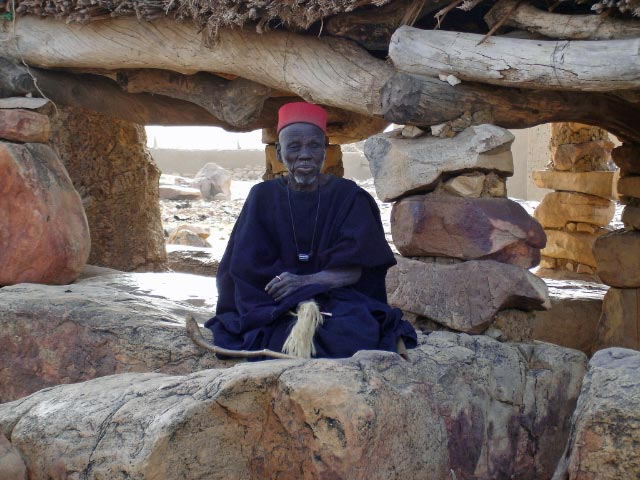
Un líder hogón.

Entre los dogón de Malí, el hogón es el líder espiritual de la tribu. Su culto está relacionado con Lebe, la diosa tierra, y el ciclo agrícola. Es elegido entre los hombres más viejos de las familias más grandes de la aldea. Después de su elección, tiene que pasar un periodo de iniciación de seis meses, durante el cual no debe afeitarse ni lavarse. Viste ropas blancas y nadie debe tocarlo. Una muchacha virgen que no haya tenido aún el periodo se ocupa de él, le limpia la casa y le prepara la comida, y por las noches vuelve a la casa de sus padres.

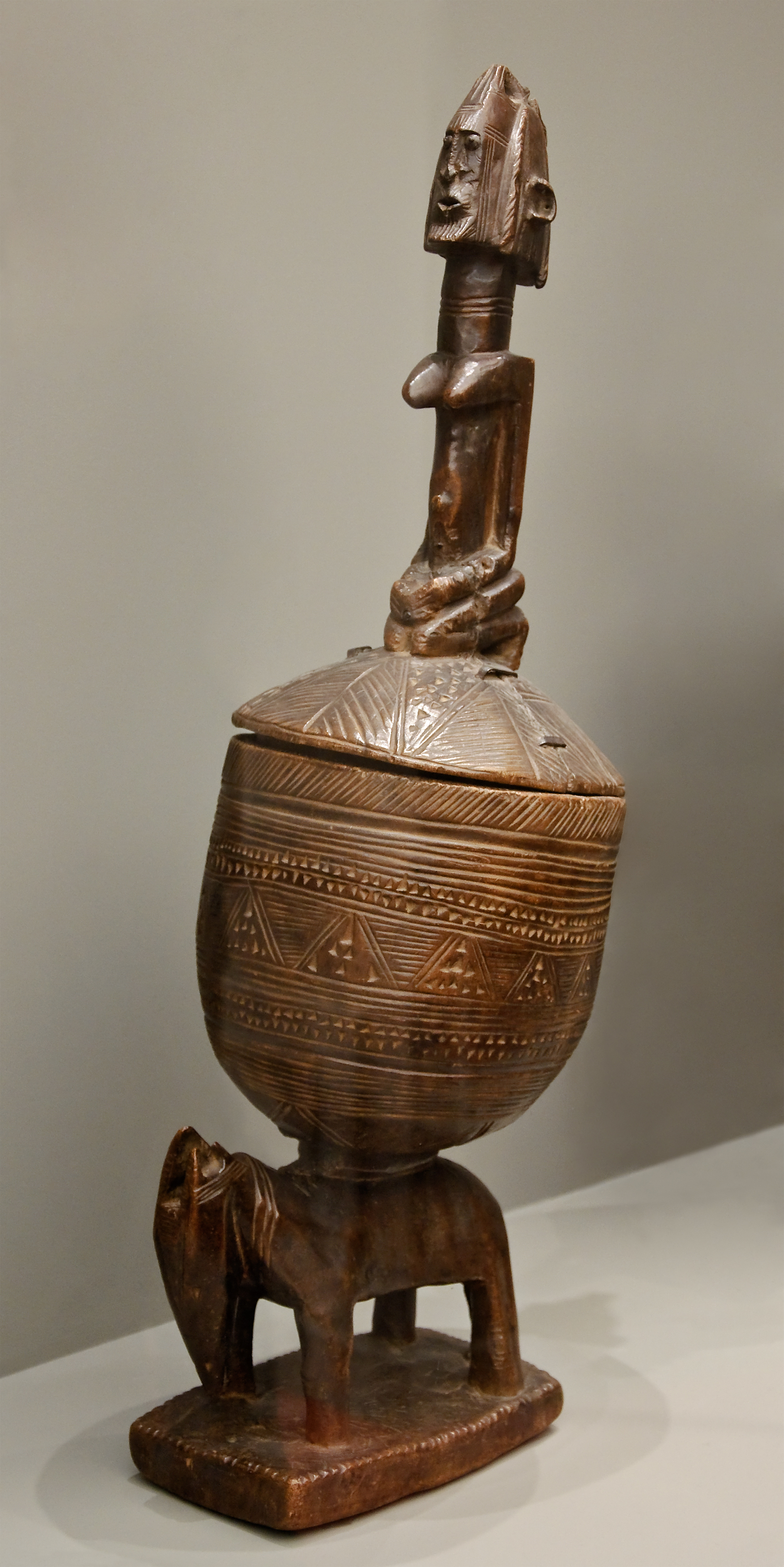
Copa de hogón, utilizada en particular durante la ceremonia de entronización del hogón. Museo del Muelle Branly, en París (Francia).

Después de su iniciación, llevará un bonete rojo y un brazalete con una perla que simboliza su función. La virgen es reemplazada por una de sus esposas, pero también volverá a casa por las noches, ya que el hogón debe vivir solo en su casa y debe mantener una castidad absoluta. Los dogón creen que la serpiente sagrada Lebe viene durante las noches a limpiarlo con su saliva y a transmitirle su sabiduría.
En algunas ceremonias agrícolas importantes, como el bulu, deben participar los sacerdotes hogón y binu, ya que sus actividades se complementan, pues el ciclo agrícola está íntimamente relacionado con la resurrección.